# Oléoduc transarabique
L'oléoduc transarabique (Tapline) est un oléoduc de 1 241 km et de 30" (78 cm de diamètre) reliant Qaisumah près de Hafar Al-Batin en Arabie saoudite au port pétrolier de Sidon au Liban.

## Historique
À la suite du pacte du Quincy, entre Franklin Roosevelt et Ibn Saoud, la compagnie de l’oléoduc trans-arabique (Trans-Arabian Pipeline Compagny, TAPLine) est créée, en juillet 1945 ; association entre trois majors américains : Casoc (Aramco), Socal et Texaco (Chevron). La construction de l'oléoduc par Bechtel Corporation est débutée en 1947. Il fut à l'époque le plus long oléoduc du monde. Il a exporté environ la moitié de la production saoudienne entre 1951 et 1983.
Depuis la guerre des Six Jours de 1967, la section du pipeline qui traverse le plateau du Golan devient un territoire administré par l'armée israélienne, bien que les Israéliens aient permis à l'exploitation du pipeline de se poursuivre.
Il perdit sa rentabilité durant les années 1970 et devint peu à peu inexploitable. Il fut abandonné lors de la guerre du Liban en 1990, au profit d'un réseau plus moderne et moins vulnérable.